# Lacrimosa (Réquiem)
Lacrimosa é uma das partes da sequência do Dies Irae, na missa de réquiem. Seu texto vem dos versos de número 18 e 19 da sequência. Diversos compositores, incluindo Mozart, Berlioz e Verdi, musicaram o trecho como um movimento em si do réquiem, separado do Dies Irae.

## Texto
| Lacrimosa dies illa Qua resurget ex favilla Judicandus homo reus. Huic ergo parce, Deus: Pie Jesu Domine, Dona eis requiem. Amen. | Dia de lágrimas aquele Em que ressurgirá das cinzas O homem para ser julgado; Tende, pois, piedade dele, ó meu Deus! Ó misericordioso, Senhor Jesus, Concedei-lhe o repouso eterno. Amém. |
| | |